# Bitwa białostocka

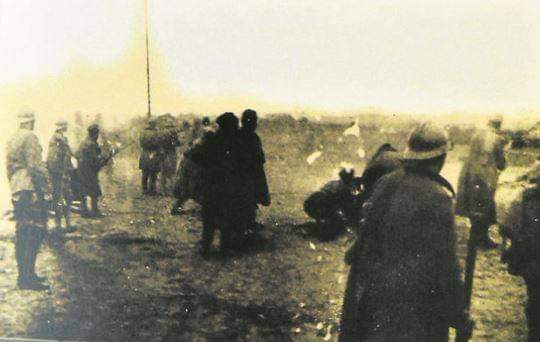
Bitwa białostocka

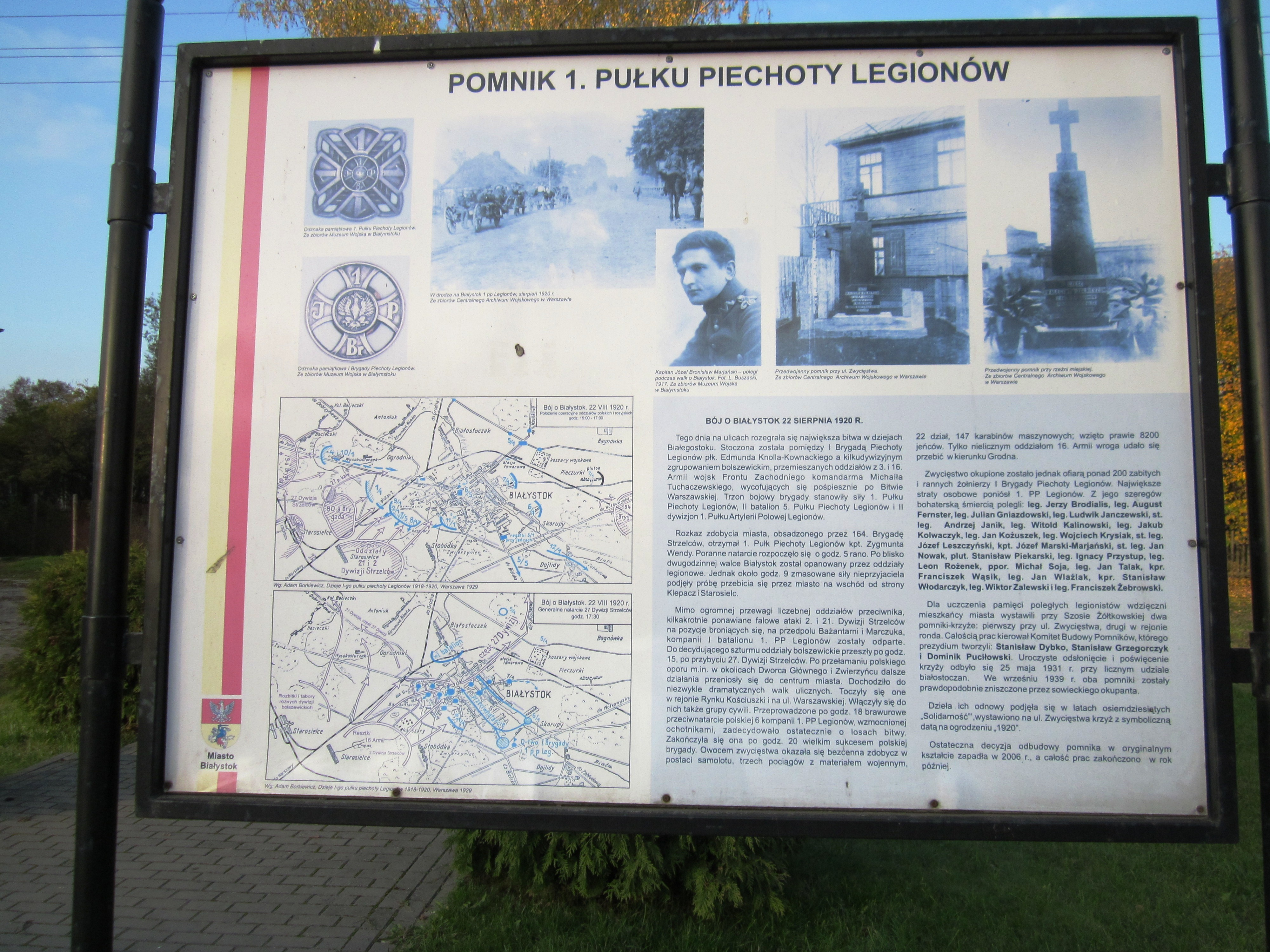
Tablica informacyjna o bitwie

Bitwa białostocka – bitwa stoczona 22 sierpnia 1920 roku w czasie wojny polsko-bolszewickiej pomiędzy 1 pułkiem piechoty Legionów i wycofującymi się spod Warszawy resztkami rosyjskiej 16 Armii oraz towarzyszącymi im oddziałami 3 Armii. Przeprowadzona na terenie Białegostoku zakończyła się rozbiciem sił bolszewickich.

## Sytuacja operacyjna
Rozpoczęte 16 sierpnia kontruderzenie znad Wieprza już po dobie walk zagroziło tyłom 16 Armii. Od 19 do 20 sierpnia jednostki polskie opanowały przeprawy na Bugu w Drohiczynie i Frankopolu. 16 Armia, zmuszona do zmiany kierunku odwrotu, ruszyła na Białystok. Cofające się wojska bolszewickie ogarniał chaos, mnożyły się dezercje, wiele dywizji i brygad traciło zwartość organizacyjną. W kierunku miasta zdążała też forsownymi marszami 1 Dywizja Piechoty Legionów. Jej dowódca, pułkownik Stefan Dąb-Biernacki, po przeanalizowaniu sytuacji wydał wieczorem 20 sierpnia rozkaz uderzenia na Białystok, aby opanować węzeł komunikacyjny i odciąć przeciwnikowi drogę odwrotu. Zadanie to powierzył 1 pułkowi piechoty Legionów, wzmacniając go I batalionem 5 pułku piechoty Legionów i I dywizjonem 1 pułku artylerii polowej Legionów. Łącznie siły polskie liczyły  około 2 tysięcy żołnierzy, 50 ckm-ów i 12 dział. Przy 1 pułku piechoty Legionów znajdowało się dowództwo I Brygady Piechoty Legionów z pułkownikiem Edmundem Knollem-Kownackim. 21 sierpnia dwie czołowe kompanie 1 pp, po wykonaniu czterdziestokilometrowego marszu, zdobyły w walce wręcz Zwierki obsadzone przez pododdział sowieckiego 492 pułku strzelców. Wzięto 100 jeńców i 9 ckm-ów. Grupy rozbitków dotarły do Białegostoku i uprzedziły załogę miasta o nadciąganiu Polaków. 

## Przebieg walk
22 sierpnia o 2:00 zgrupowanie polskie ruszyło na Białystok. Ubezpieczenie stanowił II batalion 1 pp Leg.
Podczas krótkiego postoju w Kurianach dowódca pułku, kapitan Zygmunt Wenda (zastępujący czasowo podpułkownika Jana Kruszewskiego), wydał rozkazy do natarcia na Białystok. Miasta broniła 164 Brygada Strzelców z 55 Dywizji Strzeleckiej wzmocniona dywizjonem artylerii, dywizjonem kawalerii baszkirskiej i pociągiem pancernym numer 22 (około 2400 żołnierzy, 13 dział i 35 ckm-ów). Na stacji stały transporty wojskowe gotowe do ewakuacji. Mimo że załogę postawiono w stan alarmu, III batalion 1 pułku piechoty Legionów kapitana Józefa Marjańskiego, o świcie 22 sierpnia brawurowym atakiem przerwał linię obrony 492 pułku strzelców i wdarł się do miasta od strony przedmieścia Skorupy, torując drogę innym pododdziałom pułku.
Podczas walk ulicznych żołnierzy wsparła ludność cywilna. Do 7:00 miasto opanowano. Rozbito doszczętnie 164 Brygadę Strzelców, biorąc ponad 2 tysiące jeńców, 13 dział, około 30 ckm-ów oraz 3 pociągi z zapasami i sprzętem wojskowym.
Zanim jednak 1 pułk piechoty Legionów zdołał zorganizować obronę miasta, o godzinie 8:15 od południowego zachodu podeszły do Białegostoku straże przednie 16 i części 3 Armii. O godzinie 9:00 od strony Baciut i toru kolejowego z Łap ukazały się tyraliery 2 i 21 Dywizji Strzelców. Przeciwnik nacierał nie zważając na straty. Po dwugodzinnej walce piechota bolszewicka wdarła się na stanowiska 3 kompanii pod Bażantarnią. Kompania polska, której zabrakło amunicji, została w walce na bagnety zepchnięta do miasta. Groźną sytuację opanował kapitan Marjański, który zebrał kilkunastu żołnierzy i rzucił się z nimi do kontrataku, porywając za sobą cofających się legionistów. Zaskoczonych Rosjan ogarnęła panika. Pogromu dopełniła nadbiegająca z pomocą odwodowa 9 kompania. W pościgu wzięto około tysiąc jeńców. Przed godziną 13:00 nowe oddziały nieprzyjaciela ponownie zaatakowały 3 kompanię, która nie zdążyła uzupełnić amunicji i opanowały wzgórze pod Bażantarnią. Kapitan Wenda osobiście poprowadził do przeciwnatarcia 8 kompanię 1 pp Leg. oraz 7 kompanię 5 pułku piechoty Legionów i odzyskał utracone stanowiska. Nieco wcześniej 6 i 7 kompanie 1 pułku piechoty Legionów odrzuciły wyprowadzony z kierunku Wołkowyska atak resztek 492 pułku strzelców, wspieranych przez pociąg pancerny. 

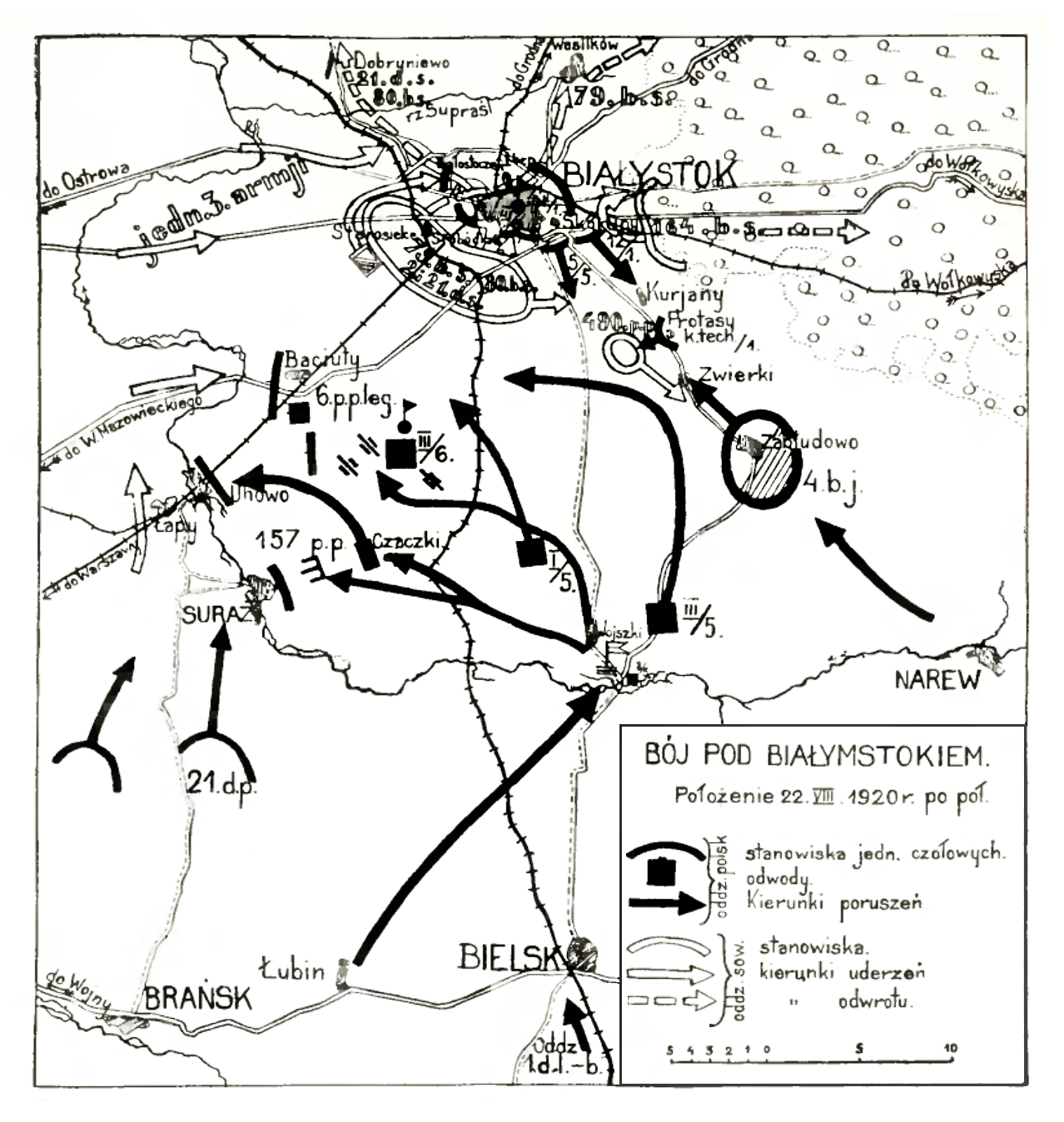
Otton Laskowski (red.)
Encyklopedja wojskowa, T. 1

Prowadzenie obrony utrudniała rozległość miasta, brak map i środków łączności. W praktyce poszczególne kompanie działały samodzielnie, sporadycznie nawiązując kontakt z sąsiadami. Dawało też znać o sobie przemęczenie żołnierzy forsownymi marszami pościgowymi. Pułk przeważnie maszerował dzień i noc z trzy-czterogodzinną przerwą na sen. Od 19 do 22 sierpnia przebył 125 kilometrów. Dużą pomocą była natomiast postawa ludności, która włączyła się do obrony, pomagając jako przewodnicy, udzielając pomocy rannym, a także biorąc czynny udział w walkach. Około godziny 14:00 pod Białystok nadciągnęła 27 Dywizja Strzelców Witowta Putny, najlepsza jednostka 16 Armii, licząca w stanie bojowym około 1400 żołnierzy, 22 działa, 90 ckm-ów. Pod miastem stłoczyły się zdemoralizowane resztki oddziałów 5, 6, 8, 10, 17, 55 i 57 Dywizji Strzelców. Gotowość bojową zachowywały 2 i 21 Dywizja Strzelców, ale wstrząśnięte stratami poniesionymi w dotychczasowych walkach o miasto odmawiały udziału w kolejnym natarciu. Po bezskutecznych próbach zorganizowania ataku kilku jednostek, Putna rzucił do natarcia swoją dywizję. 79 i 80 Brygada Strzelców zaatakowały o godzinie 15:00 odcinek 1 batalionu 1 Pułku Piechoty Legionów i Bażantarnię. Podczas zaciętego boju wielokrotnie dochodziło do walk wręcz. Koszary pod Bażantarnią przechodziły z rąk do rąk. Sowieci, dysponujący przytłaczającą przewagą liczebną, zajęli stanowiska polskie i wtargnęli do miasta. Czerwonoarmiści opanowali dworzec osobowy i towarowy.
1 batalion cofał się ulicami w ogniu broni maszynowej, osłaniany przez działon 5 baterii 1 pułku artylerii polowej Legionów, który ogniem na wprost powstrzymywał napierających czerwonoarmistów. Do północnej części miasta wdarł się śmiałą szarżą 27 pułk kawalerii (około 200 żołnierzy). W mieście rozgorzały walki uliczne. W budynku Zarządu Miejskiego broniło się zaciekle kilkunastu żołnierzy, zebranych przez kapitana Marjańskiego. Trwające cały dzień walki objęły całe miasto, którego poszczególne części przechodziły kilkukrotnie z rąk do rąk. W czasie bitwy wykorzystano między innymi kilka pociągów pancernych.

## Po bitwie
Bitwa o Białystok zakończyła się pogromem resztek 16 Armii i towarzyszących im oddziałów 3 Armii. Na wschód w stanie zorganizowanym wycofały się tylko: 79 Brygada Strzelców, część 80 Brygady Strzelców, 27 pułk kawalerii, artyleria 27 Dywizji Strzelców (ocalałe pułki liczyły po 100–200 żołnierzy).
Złożyły broń 4, 5, 6, 22, 51 i 63 Brygada Strzelców, szkoła podoficerska 21 Dywizji Strzelców, resztki 5 i 6 Dywizji Strzelców oraz cała artyleria 2 Dywizji Strzelców. Po wycofaniu resztek oddziałów spod Białegostoku Rosjanie natychmiast przystąpili do odtwarzania zniszczonych jednostek (na przykład na nowo sformowana 6 Dywizja Strzelców dwa tygodnie później walczyła już pod Kuźnicą).
Straty polskie to 209 poległych i rannych a sowieckie to przeszło 600 poległych i rannych, 8200 jeńców, 22 działa, 147 ckm-ów, 1 samolot, 3 pociągi wyładowane bronią, zapasami i sprzętem. Setki żołnierzy sowieckich rozproszyło się po lasach. Polacy wyłapywali ich kilka dni po bitwie. Żołnierzy polskich pochowano w różnych mogiłach z czasem przenosząc ich prochy na Cmentarz Ofiar Wojny 1920 roku przy ulicy Zwierzynieckiej. Żołnierzy sowieckich pochowano na cmentarzu żołnierzy niemieckich z I wojny światowej przy ulicy Świerkowej.

## Pamięć o bitwie
Starcie w Białymstoku upamiętnia pamiątkowy obelisk przy ulicy Zwycięstwa (dawna ulica Żołnierska) z lat 30. XX wieku, na miejscu jednego ze starć, oraz położona w centrum miasta ulica nosząca imię poległego podczas bitwy dowódcy I batalionu 1 pułku piechoty Legionów kapitana Józefa Marjańskiego o którym Józef Piłsudski powiedział: „Pierwszy z dzielnych”. Kapitan Marjański zginął, przeszyty serią z ckm-u, podrywając do kontrataku żołnierzy swojego batalionu w obronie sztabu pułku. W bitwie uczestniczyli jako dowódcy pododdziałów – podporucznik August Emil Fieldorf „Nil” i podporucznik Władysław Broniewski.
Bitwa białostocka została upamiętniona po 1990 na jednej z tablic pól bitewnych na Grobie Nieznanego Żołnierza w Warszawie napisem „BIAŁYSTOK 22 i 30 VIII 1920”.